# Quatrième district congressionnel d'Arkansas
Le 4e district congressionnel de l'Arkansas est un district situé dans la partie sud-ouest de l'État américain de l'Arkansas. Les villes notables du district comprennent Camden, Hope, Hot Springs, Magnolia, Pine Bluff et Texarkana.
Le district est actuellement représenté par le Républicain Bruce Westerman,,,,. Avec un indice CPVI de R+20, il s'agit du deuxième district le plus républicain de l'Arkansas, un État doté d'une délégation entièrement républicaine au Congrès.

Historiquement, le district a soutenu les démocrates conservateurs tels que Mike Ross et David Pryor, et était considéré comme un district démocrate classique Yellow Dog. Cependant, la tendance républicaine croissante dans l'État a dépassé le district depuis le début du 21e siècle, le district soutenant George W. Bush avec 51 % des voix en 2004 et le soutien a augmenté lorsque John McCain a remporté le district en 2008 avec 58 % des voix. .

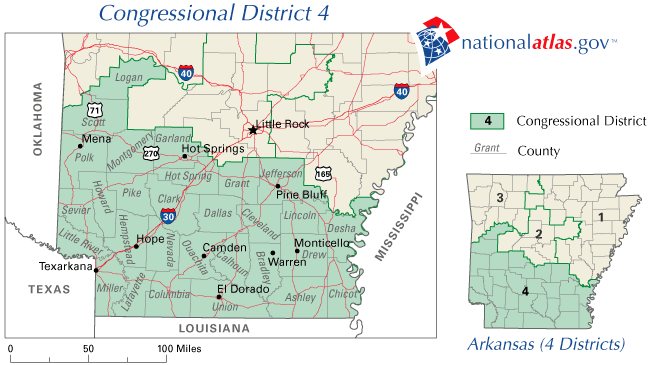
Le district de 2003 à 2013

## Géographie
Le 4e district congressionnel comprend l'intégralité des comtés suivants, à l'exception du Comté de Pulaski, qu'il partage avec les 1er et 2e districts. Les municipalités du Comté de Pulaski au sein du 4e district comprennent des parties de Little Rock (partagées avec le 2e district) et l'intégralité de Hensley, Landmark, Sweet Home, Woodson et Wrightsville.
| #   | Comté        | Siège                | Population |
| --- | ------------ | -------------------- | ---------- |
| 3   | Ashley       | Hamburg              | 16 307     |
| 11  | Bradley      | Warren               | 10 104     |
| 13  | Calhoun      | Hampton              | 4641       |
| 19  | Clark        | Arkadelphia          | 21 274     |
| 25  | Cleveland    | Rison                | 7378       |
| 27  | Columbia     | Magnolia             | 22 150     |
| 39  | Dallas       | Fordyce              | 6185       |
| 43  | Drew         | Monticello           | 16 945     |
| 47  | Franklin     | Ozark, Charleston    | 17 468     |
| 51  | Garland      | Hot Springs          | 99 784     |
| 53  | Grant        | Sheridan             | 18 383     |
| 57  | Hempstead    | Hope                 | 19 343     |
| 59  | Hot Spring   | Malvern              | 33 258     |
| 61  | Howard       | Nashville            | 12 533     |
| 69  | Jefferson    | Pine Bluff           | 63 661     |
| 71  | Johnson      | Clarksville          | 26 129     |
| 73  | Lafayette    | Lewisville           | 6095       |
| 81  | Little River | Ashdown              | 11 805     |
| 83  | Logan        | Booneville, Paris    | 21 400     |
| 91  | Miller       | Texarkana            | 42 415     |
| 97  | Montgomery   | Mount Ida            | 8620       |
| 99  | Nevada       | Prescott             | 8120       |
| 101 | Newton       | Jasper               | 7071       |
| 103 | Ouachita     | Camden               | 21 793     |
| 109 | Pike         | Murfreesboro         | 10 208     |
| 113 | Polk         | Mena                 | 19 436     |
| 115 | Pope         | Russellville         | 64 593     |
| 119 | Pulaski      | Little Rock          | 400 009    |
| 127 | Scott        | Waldron              | 9851       |
| 133 | Sevier       | De Queen             | 15 632     |
| 139 | Union        | El Dorado            | 37 397     |
| 149 | Yell         | Dardanelle, Danville | 20 044     |

## Historique de vote
| Année | Poste     | Résultats          |
| ----- | --------- | ------------------ |
| 2000  | Président | Bush 51 % - 48 %   |
| 2004  | Président | Bush 51 % - 48 %   |
| 2008  | Président | McCain 58 % - 39 % |
| 2012  | Président | Romney 62 % - 38 % |
| 2016  | Président | Trump 64 % - 31 %  |
| 2020  | Président | Trump 68 % - 30 %  |

## Liste des Représentants du district
| Membre                        | Parti       | Année                               | Congrès     | Histoire électorale |
| ----------------------------- | ----------- | ----------------------------------- | ----------- | --- |
| District créée le 4 mars 1875 |             |                                     |             | |
| Thomas M. Gunter (en)         | Démocrate   | 4 mars 1875 - 3 mars 1883           | 44e - 47e   | Redécoupage depuis le 3e district et réélu en 1874. Réélu en 1876. Réélu en 1878. Réélu en 1880. Retrait. |
| Samuel W. Peel (en)           | Démocrate   | 4 mars 1883 - 3 mars 1885           | 48e         | Élu en 1882. Redécoupage vers le 5e district. |
| John Henry Rogers (en)        | Démocrate   | 4 mars 1885 - 3 mars 1891           | 48e - 51e   | Redécoupage depuis le 3e district et réélu en 1884. Réélu en 1886. Réélu en 1888. Retrait. |
| William L. Terry (en)         | Démocrate   | 4 mars 1891 - 3 mars 1901           | 52e - 56e   | Élu en 1890. Réélu en 1892. Réélu en 1894. Réélu en 1896. Réélu en 1898. Perds sa renomination. |
| Charles C. Reid (en)          | Démocrate   | 4 mars 1901 - 3 mars 1903           | 57e         | Élu en 1900. Redécoupage vers le 5e district. |
| John Sebastian Little         | Démocrate   | 4 mars 1903 - 14 janvier 1907       | 58e , 59e   | Redécoupage depuis le 2e district et réélu en 1902. Réélu en 1904. Démissionne lorsqu'élu Gouverneur de l'Arkansas. |
| Vacant                        | Vacant      | 14 janvier 1907 - 3 mars 1907       | 59e         | |
| William B. Cravens (en)       | Démocrate   | 4 mars 1907 - 3 mars 1913           | 60e - 62e   | Élu en 1906. Réélu en 1908. Réélu en 1910. Retrait. |
| Otis Wingo (en)               | Démocrate   | 4 mars 1913 - 21 octobre 1930       | 63e - 71e   | Élu en 1912. Réélu en 1914. Réélu en 1916. Réélu en 1918. Réélu en 1920. Réélu en 1922. Réélu en 1924. Réélu en 1926. Réélu en 1928. Décès                                                                                                |
| Vacant                        | Vacant      | 21 octobre 1930 - 4 novembre 1930   | 71e         | |
| Effiegene Locke Wingo         | Démocrate   | 4 novembre 1930 - 3 mars 1933       | 71e , 72e   | Élue pour terminer le mandat de son mari. Retrait. |
| William B. Cravens (en)       | Démocrate   | 4 mars 1933 - 13 janvier 1939       | 73e - 76e   | Élu en 1932. Réélu en 1934. Réélu en 1936. Décès. |
| Vacant                        | Vacant      | 13 janvier 1939 - 12 septembre 1939 | 76e         | |
| William Fadjo Cravens (en)    | Démocrate   | 12 septembre 1939 - 3 janvier 1949  | 76e - 80e   | Élu pour finir le mandat de son père. Réélu en 1940. Réélu en 1942. Réélu en 1944. Réélu en 1946. Retrait. |
| Boyd Anderson Tackett (en)    | Démocrate   | 3 janvier 1949 - 3 janvier 1953     | 81e , 82e   | Élu en 1948. Réélu en 1950. Retrait pour se présenter comme Gouverneur. |
| Oren Harris (en)              | Démocrate   | 3 janvier 1953 - 2 février 1966     | 83e - 89e   | Redécoupage depuis le 7e district et réélu en 1952. Réélu en 1954. Réélu en 1956. Réélu en 1958. Réélu en 1960. Réélu en 1962. Réélu en 1964. Réélu en 1966. Démissionne pour devenir Juge pour les Districts Est et Ouest de l'Arkansas. |
| Vacant                        | Vacant      | 2 février 1966 - 8 novembre 1966    | 89e         | |
| David Pryor                   | Démocrate   | 8 novembre 1966 - 3 janvier 1973    | 89e - 92e   | Élu pour terminer le mandat d'Harris et commencer le sien. Réélu en 1968. Réélu en 1970. Retrait pour se présenter comme Sénateur des États-Unis.                                                                                         |
| Ray Thornton                  | Démocrate   | 3 janvier 1973 - 3 janvier 1979     | 93e - 95e   | Élu en 1972. Réélu en 1974. Réélu en 1976. Retrait pour se présenter comme Sénateur des États-Unis. |
| Beryl Anthony Jr. (en)        | Démocrate   | 3 janvier 1979 - 3 janvier 1993     | 96e - 102e  | Élu en 1978. Réélu en 1980. Réélu en 1982. Réélu en 1984. Réélu en 1986. Réélu en 1988. Réélu en 1990. Perds sa renomination. |
| Jay Dickey                    | Républicain | 3 janvier 1993-3 janvier 2001       | 103e - 106e | Élu en 1992. Réélu en 1994. Réélu en 1996. Réélu en 1998. Pers sa réélection. |
| Mike Ross                     | Démocrate   | 3 janvier 2001 - 3 janvier 2013     | 107e - 112e | Élu en 2000. Réélu en 2002. Réélu en 2004. Réélu en 2006. Réélu en 2008. Réélu en 2010. Retrait pour se présenter comme Gouverneur de l'Arkansas.                                                                                         |
| Tom Cotton                    | Républicain | 3 janvier 2013 - 3 janvier 2015     | 113e        | Élu en 2012. Retrait pour se présenter comme Sénateur des États-Unis. |
| Bruce Westerman               | Républicain | 3 janvier 2015 - Présent            | 114e - 117e | Élu en 2014. Réélu en 2016. Réélu en 2018. Réélu en 2020. |

## Résultats des récentes élections

### 2004
| Élection de 2004 du 4e district congressionnel de l'Arkansas | Élection de 2004 du 4e district congressionnel de l'Arkansas | Élection de 2004 du 4e district congressionnel de l'Arkansas | Élection de 2004 du 4e district congressionnel de l'Arkansas | Élection de 2004 du 4e district congressionnel de l'Arkansas |
| ------------------------------------------------------------ | ------------------------------------------------------------ | ------------------------------------------------------------ | ------------------------------------------------------------ | ------------------------------------------------------------ |
| Parti                                                        | Parti                                                        | Candidat                                                     | Votes                                                        | %                                                            |
|                                                              | Démocrate                                                    | Mike Ross (sortant)                                          | 243 003                                                      | 100%                                                         |
|                                                              | Les Démocrates conservent                                    |                                                              |                                                              |                                                              |

### 2006
| Élection de 2006 du 4e district congressionnel de l'Arkansas | Élection de 2006 du 4e district congressionnel de l'Arkansas | Élection de 2006 du 4e district congressionnel de l'Arkansas | Élection de 2006 du 4e district congressionnel de l'Arkansas | Élection de 2006 du 4e district congressionnel de l'Arkansas |
| ------------------------------------------------------------ | ------------------------------------------------------------ | ------------------------------------------------------------ | ------------------------------------------------------------ | ------------------------------------------------------------ |
| Parti                                                        | Parti                                                        | Candidat                                                     | Votes                                                        | %                                                            |
|                                                              | Démocrate                                                    | Mike Ross (sortant)                                          | 128 236                                                      | 74,73                                                        |
|                                                              | Républicain                                                  | Joe Ross                                                     | 43 360                                                       | 25,27                                                        |
| Total des votes                                              | Total des votes                                              | Total des votes                                              | 171 596                                                      | 100%                                                         |
|                                                              | Les Démocrates conservent                                    |                                                              |                                                              |                                                              |

### 2008
| Élection de 2008 du 4e district congressionnel de l'Arkansas | Élection de 2008 du 4e district congressionnel de l'Arkansas | Élection de 2008 du 4e district congressionnel de l'Arkansas | Élection de 2008 du 4e district congressionnel de l'Arkansas | Élection de 2008 du 4e district congressionnel de l'Arkansas |
| ------------------------------------------------------------ | ------------------------------------------------------------ | ------------------------------------------------------------ | ------------------------------------------------------------ | ------------------------------------------------------------ |
| Parti                                                        | Parti                                                        | Candidat                                                     | Votes                                                        | %                                                            |
|                                                              | Démocrate                                                    | Mike Ross (sortant)                                          | 203 178                                                      | 86,17                                                        |
|                                                              | Vert                                                         | J. Joshua Drake                                              | 32 603                                                       | 13,83                                                        |
| Majorité                                                     | Majorité                                                     | Majorité                                                     | 170 575                                                      | 72.34%                                                       |
| Total des votes                                              | Total des votes                                              | Total des votes                                              | 235 781                                                      | 100%                                                         |
|                                                              | Les Démocrates conservent                                    |                                                              |                                                              |                                                              |

### 2010
| Élection de 2010 du 4e district congressionnel de l'Arkansas | Élection de 2010 du 4e district congressionnel de l'Arkansas | Élection de 2010 du 4e district congressionnel de l'Arkansas | Élection de 2010 du 4e district congressionnel de l'Arkansas | Élection de 2010 du 4e district congressionnel de l'Arkansas |
| ------------------------------------------------------------ | ------------------------------------------------------------ | ------------------------------------------------------------ | ------------------------------------------------------------ | ------------------------------------------------------------ |
| Parti                                                        | Parti                                                        | Candidat                                                     | Votes                                                        | %                                                            |
|                                                              | Démocrate                                                    | Mike Ross (sortant)                                          | 102 479                                                      | 57,53                                                        |
|                                                              | Républicain                                                  | Joe Ross                                                     | 71 526                                                       | 40,15                                                        |
|                                                              | Vert                                                         | J. Joshua Drake                                              | 4129                                                         | 2,32                                                         |
| Total des votes                                              | Total des votes                                              | Total des votes                                              | 178 134                                                      | 100%                                                         |
|                                                              | Les Démocrates conservent                                    |                                                              |                                                              |                                                              |

### 2012
| Élection de 2012 du 4e district congressionnel de l'Arkansas | Élection de 2012 du 4e district congressionnel de l'Arkansas | Élection de 2012 du 4e district congressionnel de l'Arkansas | Élection de 2012 du 4e district congressionnel de l'Arkansas | Élection de 2012 du 4e district congressionnel de l'Arkansas |
| ------------------------------------------------------------ | ------------------------------------------------------------ | ------------------------------------------------------------ | ------------------------------------------------------------ | ------------------------------------------------------------ |
| Parti                                                        | Parti                                                        | Candidat                                                     | Votes                                                        | %                                                            |
|                                                              | Républicain                                                  | Tom Cotton                                                   | 154 149                                                      | 59,53                                                        |
|                                                              | Démocrate                                                    | David Whitaker                                               | 95 013                                                       | 36,69                                                        |
|                                                              | Libertarien                                                  | Bobby Tullis                                                 | 4984                                                         | 1,92                                                         |
|                                                              | Vert                                                         | J. Joshua Drake                                              | 4807                                                         | 1,86                                                         |
| Total des votes                                              | Total des votes                                              | Total des votes                                              | 258 953                                                      | 100%                                                         |
|                                                              | Les Républicains conservent aux Démocrates                   |                                                              |                                                              |                                                              |

### 2014
| Élection de 2014 du 4e district congressionnel de l'Arkansas | Élection de 2014 du 4e district congressionnel de l'Arkansas | Élection de 2014 du 4e district congressionnel de l'Arkansas | Élection de 2014 du 4e district congressionnel de l'Arkansas | Élection de 2014 du 4e district congressionnel de l'Arkansas |
| ------------------------------------------------------------ | ------------------------------------------------------------ | ------------------------------------------------------------ | ------------------------------------------------------------ | ------------------------------------------------------------ |
| Parti                                                        | Parti                                                        | Candidat                                                     | Votes                                                        | %                                                            |
|                                                              | Républicain                                                  | Bruce Westerman (sortant)                                    | 110 789                                                      | 54,0                                                         |
|                                                              | Démocrate                                                    | James Lee Witt                                               | 87 742                                                       | 43,0                                                         |
|                                                              | Libertarien                                                  | Ken Hamilton                                                 | 7598                                                         | 3,0                                                          |
| Total des votes                                              | Total des votes                                              | Total des votes                                              | 206 131                                                      | 100%                                                         |
|                                                              | Les Républicains conservent                                  |                                                              |                                                              |                                                              |

### 2016
| Élection de 2016 du 4e district congressionnel de l'Arkansas | Élection de 2016 du 4e district congressionnel de l'Arkansas | Élection de 2016 du 4e district congressionnel de l'Arkansas | Élection de 2016 du 4e district congressionnel de l'Arkansas | Élection de 2016 du 4e district congressionnel de l'Arkansas |
| ------------------------------------------------------------ | ------------------------------------------------------------ | ------------------------------------------------------------ | ------------------------------------------------------------ | ------------------------------------------------------------ |
| Parti                                                        | Parti                                                        | Candidat                                                     | Votes                                                        | %                                                            |
|                                                              | Républicain                                                  | Bruce Westerman (sortant)                                    | 182 885                                                      | 75,0                                                         |
|                                                              | Libertarien                                                  | Ken Hamilton                                                 | 61 274                                                       | 25,0                                                         |
| Total des votes                                              | Total des votes                                              | Total des votes                                              | 244 159                                                      | 100%                                                         |
|                                                              | Les Républicains conservent                                  |                                                              |                                                              |                                                              |

### 2018
| Élection de 2018 du 4e district congressionnel de l'Arkansas | Élection de 2018 du 4e district congressionnel de l'Arkansas | Élection de 2018 du 4e district congressionnel de l'Arkansas | Élection de 2018 du 4e district congressionnel de l'Arkansas | Élection de 2018 du 4e district congressionnel de l'Arkansas |
| ------------------------------------------------------------ | ------------------------------------------------------------ | ------------------------------------------------------------ | ------------------------------------------------------------ | ------------------------------------------------------------ |
| Parti                                                        | Parti                                                        | Candidat                                                     | Votes                                                        | %                                                            |
|                                                              | Républicain                                                  | Bruce Westerman (sortant)                                    | 136 740                                                      | 66,74                                                        |
|                                                              | Démocrate                                                    | Hayden Shamel                                                | 63 984                                                       | 31,23                                                        |
|                                                              | Libertarien                                                  | Tom Canada                                                   | 3952                                                         | 1,93                                                         |
|                                                              | Write-in                                                     | Write-in                                                     | 216                                                          | 0,11                                                         |
| Total des votes                                              | Total des votes                                              | Total des votes                                              | 204 892                                                      | 100%                                                         |
|                                                              | Les Républicains conservent                                  |                                                              |                                                              |                                                              |

### 2020
| Élection de 2020 du 4e district congressionnel de l'Arkansas | Élection de 2020 du 4e district congressionnel de l'Arkansas | Élection de 2020 du 4e district congressionnel de l'Arkansas | Élection de 2020 du 4e district congressionnel de l'Arkansas | Élection de 2020 du 4e district congressionnel de l'Arkansas |
| ------------------------------------------------------------ | ------------------------------------------------------------ | ------------------------------------------------------------ | ------------------------------------------------------------ | ------------------------------------------------------------ |
| Parti                                                        | Parti                                                        | Candidat                                                     | Votes                                                        | %                                                            |
|                                                              | Républicain                                                  | Bruce Westerman (sortant)                                    | 191 617                                                      | 69,7                                                         |
|                                                              | Démocrate                                                    | William Hanson                                               | 75 750                                                       | 27,5                                                         |
|                                                              | Libertarien                                                  | Frank Gilbert                                                | 7668                                                         | 2,8                                                          |
| Total des votes                                              | Total des votes                                              | Total des votes                                              | 275 035                                                      | 100%                                                         |
|                                                              | Les Républicains conservent                                  |                                                              |                                                              |                                                              |

### 2022
Les Primaires Républicaine et Démocrate ont été annulée. Bruce Westerman (R-Sortant), et John White (D) avancent vers l'Élection Générale,.
| Élection de 2022 du 4e district congressionnel d'Arkansas, | Élection de 2022 du 4e district congressionnel d'Arkansas, | Élection de 2022 du 4e district congressionnel d'Arkansas, | Élection de 2022 du 4e district congressionnel d'Arkansas, | Élection de 2022 du 4e district congressionnel d'Arkansas, |
| ---------------------------------------------------------- | ---------------------------------------------------------- | ---------------------------------------------------------- | ---------------------------------------------------------- | ---------------------------------------------------------- |
| Parti                                                      | Parti                                                      | Candidat                                                   | Votes                                                      | %                                                          |
|                                                            | Républicain                                                | Bruce Westerman (sortant)                                  | 153 850                                                    | 71,0                                                       |
|                                                            | Démocrate                                                  | John White                                                 | 56 745                                                     | 26,2                                                       |
|                                                            | Libertarien                                                | Gregory Maxwell                                            | 6101                                                       | 2,8                                                        |
| Total des votes                                            | Total des votes                                            | Total des votes                                            | 216 696                                                    | 100%                                                       |
|                                                            | Les Républicains conservent                                |                                                            |                                                            |                                                            |

### 2024
Les Primaires Républicaine et Démocrate ont été annulées. Bruce Westerman (R-Sortant) et Risie Howard (D) avancent vers l'Élection Générale.
| Élection de 2024 du 4e district congressionnel d'Arkansas | Élection de 2024 du 4e district congressionnel d'Arkansas | Élection de 2024 du 4e district congressionnel d'Arkansas | Élection de 2024 du 4e district congressionnel d'Arkansas | Élection de 2024 du 4e district congressionnel d'Arkansas |
| --------------------------------------------------------- | --------------------------------------------------------- | --------------------------------------------------------- | --------------------------------------------------------- | --------------------------------------------------------- |
| Parti                                                     | Parti                                                     | Candidat                                                  | Votes                                                     | %                                                         |
|                                                           | Républicain                                               | Bruce Westerman (sortant)                                 | 197 046                                                   | 72,9                                                      |
|                                                           | Démocrate                                                 | Risie Howard                                              | 73 207                                                    | 27,1                                                      |
| Total des votes                                           | Total des votes                                           | Total des votes                                           | 270 253                                                   | 100%                                                      |
|                                                           | Les Républicains conservent                               |                                                           |                                                           |                                                           |